# Nannophrys
Nannophrys är ett släkte av groddjur. Nannophrys ingår i familjen Dicroglossidae.
Arter enligt Catalogue of Life:
- Nannophrys ceylonensis
- Nannophrys guentheri
- Nannophrys marmorata
- Nannophrys naeyakai